# Myanmar Airways International
Myanmar Airways International is een Myanmarese luchtvaartmaatschappij met haar thuisbasis in Yangon.

## Geschiedenis
Myanmar Airways International is opgericht in 1993 door Myanma Airways.

## Vloot
De vloot van Myanmar Airways International bestaat uit:(december 2007)
- 1 Boeing B737-400
- 2 Douglas DC9-80